# Больше-Кибьинская волость
Больше-Кибьинская волость — административно-территориальная единица в составе Елабужского уезда Вятской губернии, с 1921 года — Можгинского уезда Вотской АО. Упразднена постановлением Президиума ВЦИК от 15 июля 1929 года, территория волости вошла в состав Алнашского, Малопургинского и Можгинского районов.
Волостное правление располагалось в селе Большая Кибья.

## История

### Елабужский уезд
Больше-Кибьинская волость образована в 1859 году при разделе Сарсак-Омгинской волости. На 1879 год в волости числилось 3561 ревизских душ казённых крестьян. В 1885 году волость включала 23 сельских общества, 23 поземельные общины, 29 селений, 1455 дворов. По семейным спискам в волости числилось 4413 душ мужского пола и 4529 женского. Важнейшие населенные пункты: Троицкое (Шурсан, Кибья, Сарсан-Копни), Вотский Тоймабаш, Кудашево, Нижние Юры, Сарсак-Омга, Сукман, Табарла и Татарский Тоймабаш.
| Характеристика              | 1894 год | 1900 год | 1905 год | 1909 год | 1916 год |
| --------------------------- | -------- | -------- | -------- | -------- | -------- |
| Численность населения       | 14 938   | 17 861   | 16 805   | 18 667   | 10 719   |
| Количество сельских обществ | 28       | 31       | 30       | 30       | 20       |
| Количество селений          | 15       | 56       | 52       | 52       | 35       |
| Количество дворов           | 2417     | 3107     | 2907     | 2891     | 1814     |

27 марта 1919 года Елабужский уезд вместе с Больше-Кибьинской волостью был передан в Казанскую губернию.
18 июня 1920 года Больше-Кибьинская волость была возвращена в Вятскую губернию.

### Можгинский уезд
5 января 1921 года, в связи с образованием Вотской АО, в северной части упразднённого Елабужского уезда образован Можгинский уезд, в состав которого среди прочих входит и Больше-Кибьинская волость. В 1924 году Больше-Кибьинская волость укрупнена за счёт упразднённых Александровской и Ильинской волостей (Ильинская волость передана из Ижевского уезда), в том же году проводится реорганизация сельсоветов, волость разделена на Александровский, Большекибьинский, Верх-Юринский, Ильинский, Писеевский, Среднеюринский, Старомоньинский и Туташевский сельсоветы. В 1925 году было проведено разукрупнение сельсоветов, дополнительно были образованы 4 сельсовета.
Можгинская волость упразднена постановлением Президиума ВЦИК от 15 июля 1929 года, территория волости вошла в состав Алнашского, Малопургинского и Можгинского районов.

## Состав
По данным на 1913 год (неполный?)
- Большая Кибья  (Кибья, Троицкое, Шурсан, Сарсан-Копни) — волостной центр
- Вотский Тоймабаш
- Кудашево
- Нижние Юры
- Сукман
- Табарла
- Татарский Тоймабаш